# 안드레 뮈레르
페르 안드레 뮈레르(스웨덴어: Per André Myhrer, 1983년 1월 11일~)는 스웨덴의 알파인 스키 선수로 주 종목은 회전이다. 올림픽에 4회 참가하여 2018년 동계 올림픽에서 남자 회전 금메달을 획득했고, 2010년 동계 올림픽에서 남자 회전 동메달을 획득했다. 또한 FIS 알파인 스키 월드컵에서 활강 부문 우승 1회를 차지했다.